# Đông Khê, Cao Bằng
Đông Khê là xã thuộc tỉnh Cao Bằng, Việt Nam.
Trước ngày 01 tháng 7 năm 2025, Đông Khê là thị trấn huyện lỵ của huyện Thạch An, tỉnh Cao Bằng.
Xã Đông Khê được thành lập ngày 16 tháng 6 năm 2025 theo Nghị quyết số 1657/NQ-UBTVQH15  của Ủy ban Thường vụ Quốc hội  trên cơ sở sáp nhập  toàn bộ diện tích tự nhiên, quy mô dân số của thị trấn Đông Khê, xã Đức Xuân và xã Trọng Con   . Xã này chính thức hoạt động từ ngày 01 tháng 7 năm 2025.

## Địa lý
Xã Đông Khê nằm ở phía đông huyện Thạch An, có vị trí địa lý: 
- Phía bắc giáp xã Lê Lai và xã Lê Lợi
- Phía đông giáp xã Lê Lợi
- Phía nam giáp các xã Lê Lợi và Đức Xuân
- Phía tây giáp xã Lê Lai.

Đông Khê cũng là điểm dừng chân quan trọng trên tuyến vận chuyển hàng hóa từ Lạng Sơn lên Cao Bằng
Thị trấn Đông Khê có diện tích 14,97 km², dân số năm 2019 là 4.629 người, mật độ dân số đạt 309 người/km².
Trên địa bàn thị trấn có khau (đồi) Bằng và đồi Nà Cúm. Các suối trên địa bàn là suối Pò Bửu, suối Bó Bửn. Thị trấn có tượng đài chiến thắng Đông Khê trong Chiến dịch Biên giới Thu đông 1950.

## Lịch sử
Thị trấn Đông Khê trước Cách mạng Tháng Tám 1945 thuộc xã Thượng Pha; đến tháng 8 năm 1946 sáp nhập với xã Danh Sỹ, gọi chung là xã Danh Sỹ. Tháng 9 năm 1959 tái lập xã Thượng Pha. Tên Đông Khê đã có từ thời Pháp thuộc, trước đây, Pháp có xây 2 tấm bia đặt ở phía nam bên đường Quốc lộ 4 giáp với xã Đức Xuân, phía bắc đặt ở xóm Nà Báng, bia đề địa danh Đông Khê.
Ngày 12 tháng 3 năm 1945, Nhật hất cẳng Pháp và chiếm đóng Đông Khê; ngày 19/8/1945, Nhật rút khỏi Đông Khê về Lạng Sơn, ngày 28/8/1945, Đông Khê được giải phóng, xóa bỏ chính quyền thực dân cũ. Ủy ban nhân dân lâm thời châu Thạch An ra đời.
Ngày 12 tháng 10 năm 1947, Pháp nhảy dù xuống Đông Khê, chiếm lại đồn Đông Khê. Thực hiện chủ trương của tỉnh, địa phương tiến hành tiêu thổ kháng chiến, thực hiện vườn không nhà trống, di dân vào các xã vùng sâu, vùng xa của huyện, nhà cửa còn lại đều bị địch đốt phá, dỡ làm hầm hào. Đến năm 1951 nhân dân mới hồi cư.
Đầu năm 1950, Bộ Tư lệnh ra chỉ thị mở chiến dịch Phan Đình Phùng đánh vào cứ điểm Đông Khê nhằm tiêu hao sinh lực địch, chuẩn bị mọi mặt tiến tới tổng phản công. Tháng 7 năm 1950, Bộ Quốc phòng mở Chiến dịch Biên giới, đập tan kế hoạch Rơve. Tháng 8 năm 1950, Bác Hồ từ An toàn khu trực tiếp ra chỉ huy mặt trận. Ngày 16 tháng 9, pháo binh ta mở đầu trận đánh, sau 45 giờ, đến ngày 18 tháng 9 năm 1950, ta làm chủ hoàn toàn, giải phóng Đông Khê.
Trong chiến dịch Biên giới Thu - Đông 1950, Bác Hồ đi qua địa bàn Thượng Pha, có dừng lại ở Nà Lủng. Đông Khê giải phóng, nhân dân các dân tộc Thượng Pha (sáp nhập xã Danh Sỹ) bước vào xây dựng cuộc sống mới, xây dựng chủ nghĩa xã hội ở miền Bắc, làm hậu phương chi viện sức người, sức của cho cách mạng miền Nam tiến tới giải phóng và thống nhất đất nước.
Số con em của Đông Khê tham gia quân đội qua các thời kỳ: 54 người tham gia kháng chiến chống Pháp; 250 người tham gia kháng chiến chống Mỹ; 75 người tham gia chiến tranh biên giới năm 1979, trong đó có tất cả 35 thương binh, 16 bệnh binh và 68 liệt sĩ; 1 gia đình được công nhận là Gia đình có công với nước, 2 cán bộ lão thành cách mạng, 5 cán bộ tiền khởi nghĩa.
Năm 1996, Đông Khê được Nhà nước tặng thưởng Huân chương Lao động hạng ba về thành tích xây dựng, phát triển kinh tế và thành tích kháng chiến bảo vệ Tổ quốc.
Thị trấn Đông Khê được thành lập vào ngày 11 tháng 8 năm 1999 trên cơ sở toàn bộ diện tích và dân số của xã Thượng Pha, 318,3 ha diện tích tự nhiên và 1.112 người của xã Lê Lai.
Sau khi thành lập, thị trấn Đông Khê có 1.497,32 ha diện tích tự nhiên và 3.704 người.
Ngày nay, với lợi thế là thị trấn cửa ngõ phía Nam của tỉnh, thị trấn Đông Khê đã có những bước phát triển mạnh mẽ với bộ mặt hạ tầng đô thị khang trang, hoạt động thương mại - dịch vụ sôi động, sầm uất.
Đến năm 2019, thị trấn Đông Khê được chia thành 5 tổ dân phố, đánh số từ 1 tới 5 và 10 xóm: Đoỏng Lẹng, Nà Báng, Nà Cúm, Nà Dề, Nà Luồng - Thôm Pò, Pò Diểu, Pò Hẩu, Slằng Péc, Chang Khuyên, Khau Trường.
Ngày 9 tháng 9 năm 2019, Hội đồng Nhân dân tỉnh Cao Bằng ban hành Nghị quyết số 27/NQ-HĐND về việc:
- Sáp nhập tổ dân phố 5 vào tổ dân phố 1
- Sáp nhập tổ dân phố 4 vào tổ dân phố 2
- Sáp nhập xóm Khau Trường vào xóm Nà Dề
- Sáp nhập xóm Nà Cúm vào xóm Nà Báng
- Sáp nhập xóm Pò Diểu, Pò Hẩu, Nà Luồng - Thôm Pò thành xóm Nà Luồng.

## Hành chính
Xã Đông Khê được chia thành 21 xóm: 1, 2, Cốc Mỹ, Chang Khuyên, Đoỏng Lẹng, Nà Báng, Nà Dề, Nà Luồng, Slằng Péc, Nà Pá, Nà Tục, Pác Khoang, Pác Lũng, Tục Ngã, Bản Chang, Cạm Kháng, Nà Lẹng, Nam Quang, Nà Pi, Pò Lài, Vĩnh Quang.